# Scopula sublutescens
Scopula sublutescens är en fjärilsart som beskrevs av Louis Beethoven Prout 1920. Scopula sublutescens ingår i släktet Scopula och familjen mätare. Inga underarter finns listade.